# Richard Bright (medic)
Richard Bright (n. 28 septembrie 1789 - d. 16 decembrie 1858) a fost medic englez, cunoscut mai ales pentru studiul efectuat asupra bolilor de rinichi; a descris boala care mai târziu avea să-i poarte numele.

## Biografie
Bright provenea dintr-o familie cu o bună situație materială. În 1808 intră la Universitatea din Edinburgh pentru a studia filozofia, economia, matematica dar (în anul următor) se orientează către medicină.
În vara anului 1810, Bright îl însoțește pe Sir George Mackenzie (1780 - 1848), apoi pe Sir Henry Holland ca naturalist într-o expediție în Islanda în scopul efectuării de cercetări în domeniul botanicii și zoologiei.

## Contribuții

### Scrieri
- Reports of Medical Cases: Aici se află descrisă ceea ce ulterior va fi denumită maladia lui Bright